# لانا شوننبورن
لانا شوننبورن (آلمانی: Lena Schöneborn؛ زادهٔ ۱۱ آوریل ۱۹۸۶) ورزشکار پنج‌گانه مدرن اهل آلمان است.
وی در مسابقات کشوری و بین‌المللی در مجموع برندهٔ ۷ مدال طلا، ۴ مدال نقره، ۶ مدال برنز شده‌است.